# راز کوکب
راز کوکب فیلمی به کارگردانی کاظم معصومی و نویسندگی خسرو حکیم رابط محصول سال ۱۳۶۸ است.

## خلاصه داستان
در کوران انقلاب دختری به نام کوکب در درگیری‌های خیابانی کشته می‌شود. والدین او، رحمت و نرگس که امور باغبانی پارکی را به عهده دارند موضوع ناپدید شدن دخترشان را به مراجع قضایی اطلاع می‌دهند. مأموران در پیگیری ماجرا متوجه می‌شوند که کوکب فعالیت‌های ضد سلطنتی داشته و کشته شده‌است. زن و شوهر از محل سکونت شان بیرون رانده می‌شوند. مدتی بعد به واسطه دختری به نام مریم از سرنوشت کوکب مطلع می‌شوند. کوشش‌های آن‌ها برای یافتن محل دفن دخترشان بی‌نتیجه می‌ماند.

## بازیگران
- پرویز پورحسینی
- شهلا میربختیار
- بهزاد فراهانی
- ایرج طهماسب
- حسین پناهی
- امرالله صابری
- منصور حیدری
- محمد ابهری
- مهرانه مهین‌ترابی
- مهتاب لسانی
- بهزاد سپهر
- رقیه چهره‌آزاد
- حمید خاقانی
- جهانگیر فروهر
- سینا زیوری
- بهادر حدادی
- مریم صفایی
- حمید احتشامی
- عذرا امیردانیان
- عباس ابراهیمی
- اعظم زنگنه
- عباس نعمتی